# Žerčice
Žerčice jsou obec v okrese Mladá Boleslav ve Středočeském kraji. Leží devět kilometrů jihovýchodně od středu Mladé Boleslavi v úrodné a před severními větry chráněné oblasti, na samém okraji táhlého hřbetu Chlum. Žije zde 419 obyvatel. Obec je příslušná ke stavebnímu úřadu a k matričnímu úřadu v Dobrovici a finančnímu úřadu Mladá Boleslav. Z občanské vybavenosti je v obci vodovod.

## Historie
První písemná zmínka o obci nalezneme v historických pramenech v roce 1070.
V 16. století byly Žerčice povýšeny na městečko s vlastním erbem a s mnoha privilegii patří mezi nejstarší obce ve středních Čechách.

## Obyvatelstvo
| Rok            | 1869 | 1880 | 1890 | 1900 | 1910 | 1921 | 1930 | 1950 | 1961 | 1970 | 1980 | 1991 | 2001 | 2011 | 2021 |
| -------------- | ---- | ---- | ---- | ---- | ---- | ---- | ---- | ---- | ---- | ---- | ---- | ---- | ---- | ---- | ---- |
| Počet obyvatel | 467  | 599  | 604  | 564  | 535  | 562  | 583  | 479  | 469  | 401  | 381  | 323  | 322  | 367  | 381  |
| Počet domů     | 59   | 61   | 83   | 85   | 94   | 94   | 128  | 134  | 127  | 118  | 115  | 139  | 143  | 161  | 174  |

## Obecní správa

### Územněsprávní začlenění
Dějiny územněsprávního začleňování zahrnují období od roku 1850 do současnosti. V chronologickém přehledu je uvedena územně administrativní příslušnost obce v roce, kdy ke změně došlo:
- 1850 země česká, kraj Jičín, politický i soudní okres Mladá Boleslav;[6]
- 1855 země česká, kraj Mladá Boleslav, soudní okres Mladá Boleslav;[6]
- 1868 země česká, politický i soudní okres Mladá Boleslav;[6]
- 1939 země česká, Oberlandrat Jičín, politický i soudní okres Mladá Boleslav;[7]
- 1942 země česká, Oberlandrat Praha, politický i soudní okres Mladá Boleslav;[8]
- 1945 země česká, správní i soudní okres Mladá Boleslav;[9]
- 1949 Pražský kraj, okres Mladá Boleslav;[10]
- 1960 Středočeský kraj, okres Mladá Boleslav.[11]

## Společnost
V obci Žerčice (přísl. Kladěruby, 587 obyvatel, katol. kostel) byly v roce 1932 evidovány tyto živnosti a obchody: výroba cementového zboží, holič, 2 hostince, kolář, 2 kováři, mlýn, obchod s obuví Baťa, 3 obuvníci, pekař, 2 řezníci, 3 obchody se smíšeným zbožím, spořitelní a záložní spolek pro Žerčice, trafika, 3 truhláři, velkostatek.

### Obecní symboly
Znak obce je historický, vlajka byla obci udělena rozhodnutím předsedy Poslanecké sněmovny Parlamentu České republiky dne 21. září 2005.

## Pamětihodnosti
- Kostel svatého Mikuláše
- Socha svatého Floriána
- Žerčické mohyly, archeologické naleziště v leze na západ od vesnice
- Sýpka u čp. 76

## Významní rodáci
- Samuel Friedrich Bockshorn (1628–1664), hudební skladatel

## Doprava
Silniční doprava

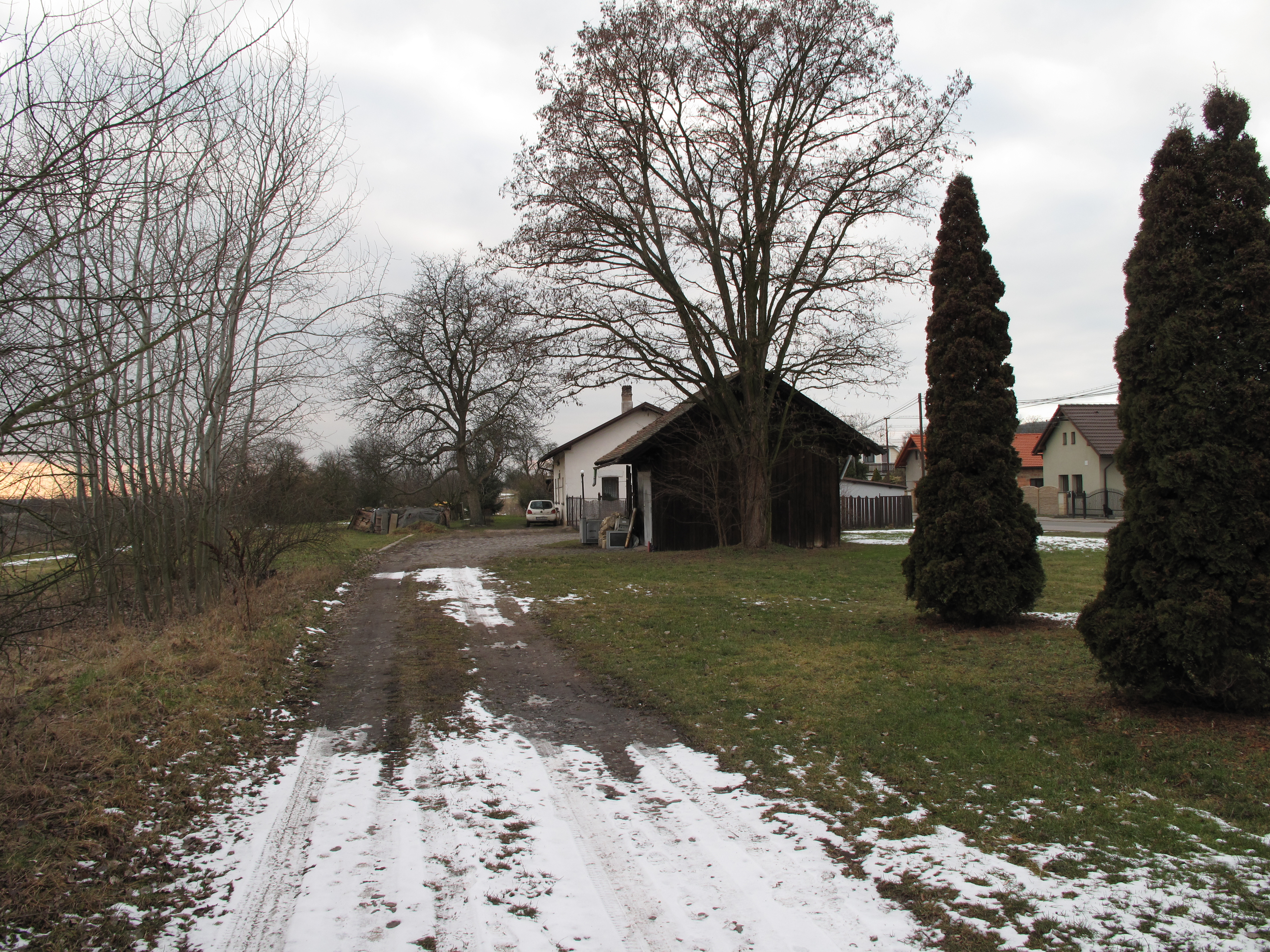
Bývalé nádraží

Do obce vedou silnice III. třídy.
Železniční doprava
Železniční trať ani stanice na území obce v současné době nejsou. Nejblíže obci je železniční stanice Dobrovice ve vzdálenosti 6 km ležící na trati 071 z Nymburka do Mladé Boleslavi.
V minulosti Žerčicemi vedla železniční trať Dětenice – Dobrovice. Zrušená železniční trať byla jednokolejná místní, původně soukromá trať, majitelem byl hrabě Thurn-Taxis. Nákladní doprava byla zahájena roku 1883, osobní doprava roku 1902. Trať byla zestátněna roku 1908. Přepravní zatížení trati vlaky pro cestující bylo minimální, jednalo o 2 páry osobních vlaků denně. Osobní doprava byla zastavena roku 1970, trať zrušena roku 1974.
Autobusová doprava
V obci měly zastávku v červnu 2011 autobusové linky jedoucí do těchto cílů: Dobrovice, Jičín, Mladá Boleslav, Nová Paka, Pecka, Praha.